# Biesmelle
La Biesmelle ou la Bièmelle est un ruisseau de Belgique, dans la région wallonne, affluent gauche de la Sambre, donc un sous-affluent du fleuve la Meuse.

## Géographie
Sa longueur est 15 km,,.
La Biesmelle prend source au sud de la commune de Biesme-sous-Thuin
Elle coule au pied des jardins suspendus de Thuin puis se jette dans la Sambre à Thuin.

## Affluents
La Biesmelle a au moins quatre affluents référencés,, le Ry de la Goulette (rd) ~1,5 km, le ruisseau du Marais (rg), le ri des Ris avec un affluent le ruisseau du Morti, le ruisseau du Bief du Moulin avec un affluent le ruisseau du Brulé. Il a aussi deux bras donc défluent puis affluent en rive gauche sur la commune de Thuin.

### Rang de Strahler
Donc le rang de Strahler de la Biesmelle est de trois par le ruisseau du Bief du Moulin par exemple.

## Hydrologie
Son régime hydrologique est dit pluvial océanique comme celui de la Sambre

## Étymologie
Biesmelle est un diminutif de Biesme, ancien nom de ce cours d'eau. Ce terme vient du gaulois *Bebronna « rivière aux castors », issu du gaulois bebros « castor ».

## Galerie

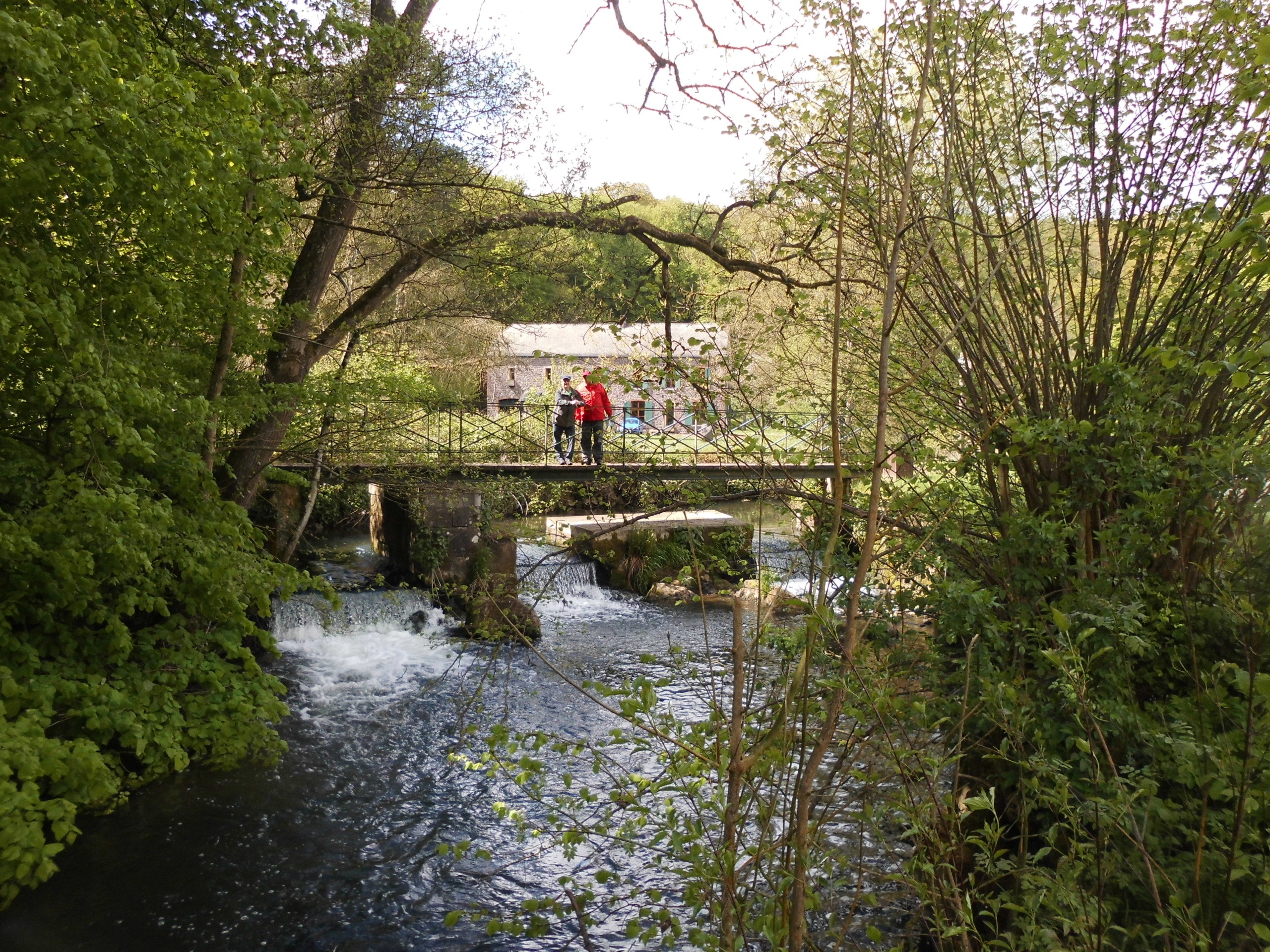
la Biesmelle à Thuin
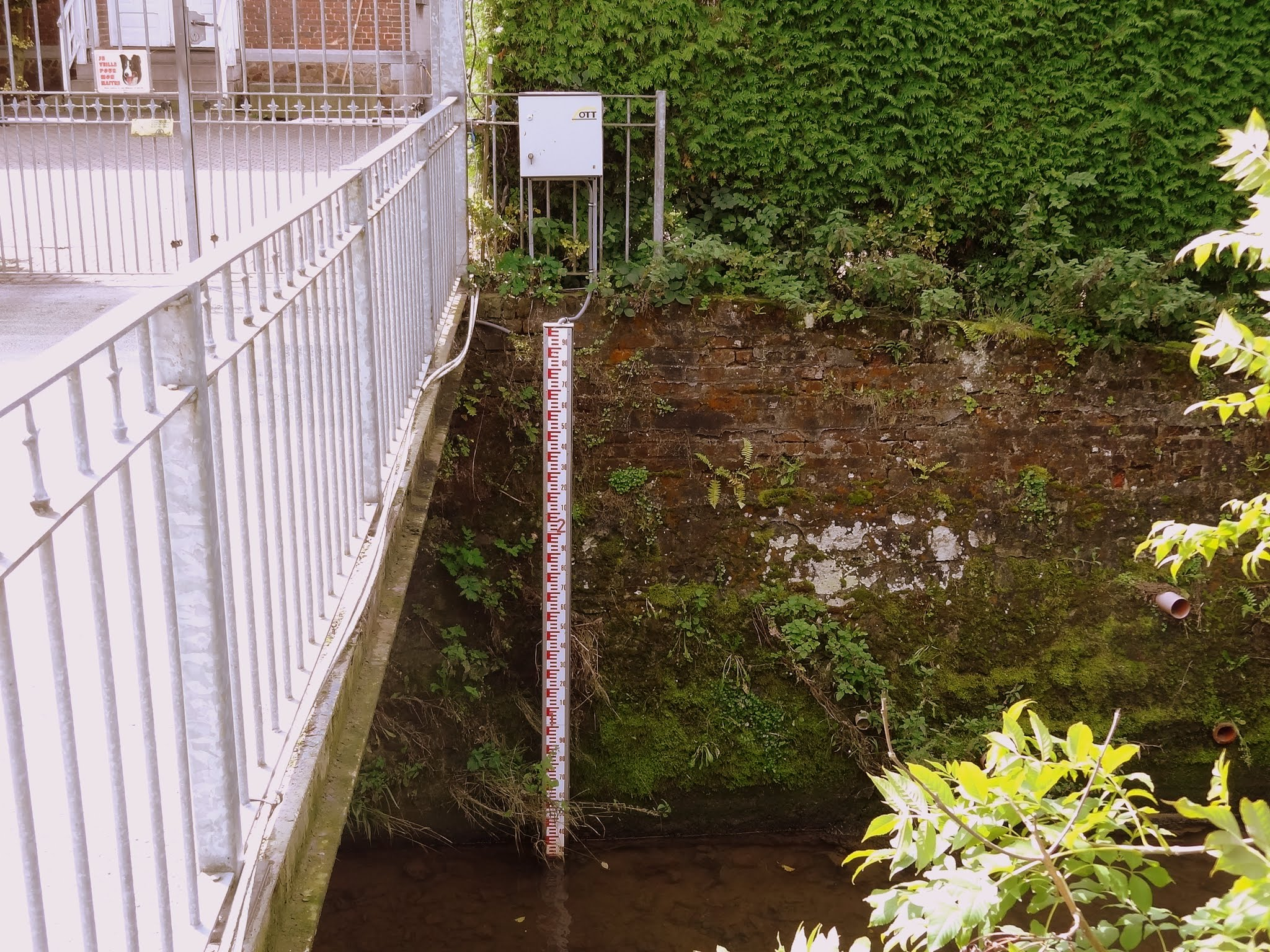
Échelle limnimétrique de suivi du niveau d'eau à Thuin
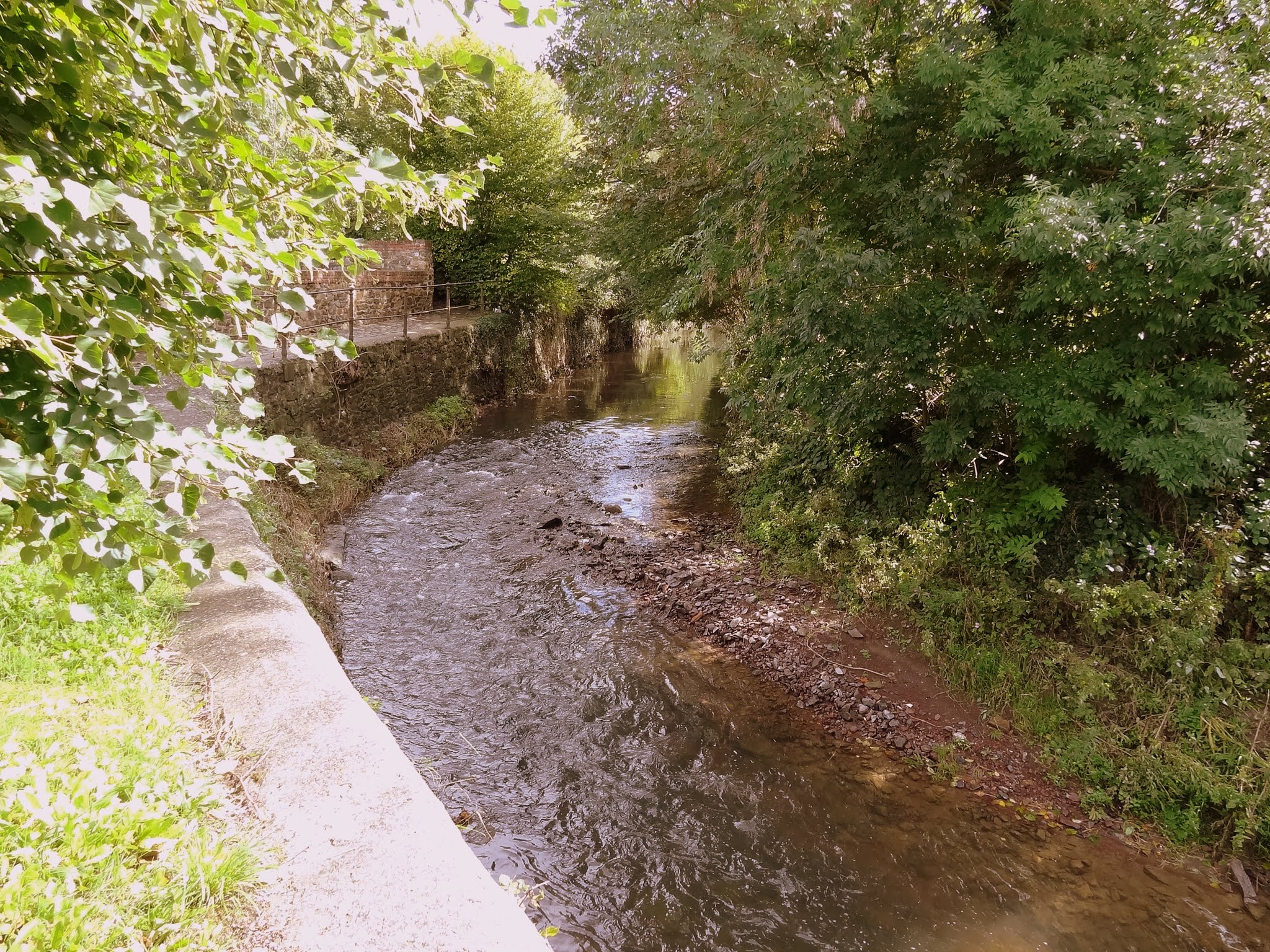
la Biesmelle en septembre 2011
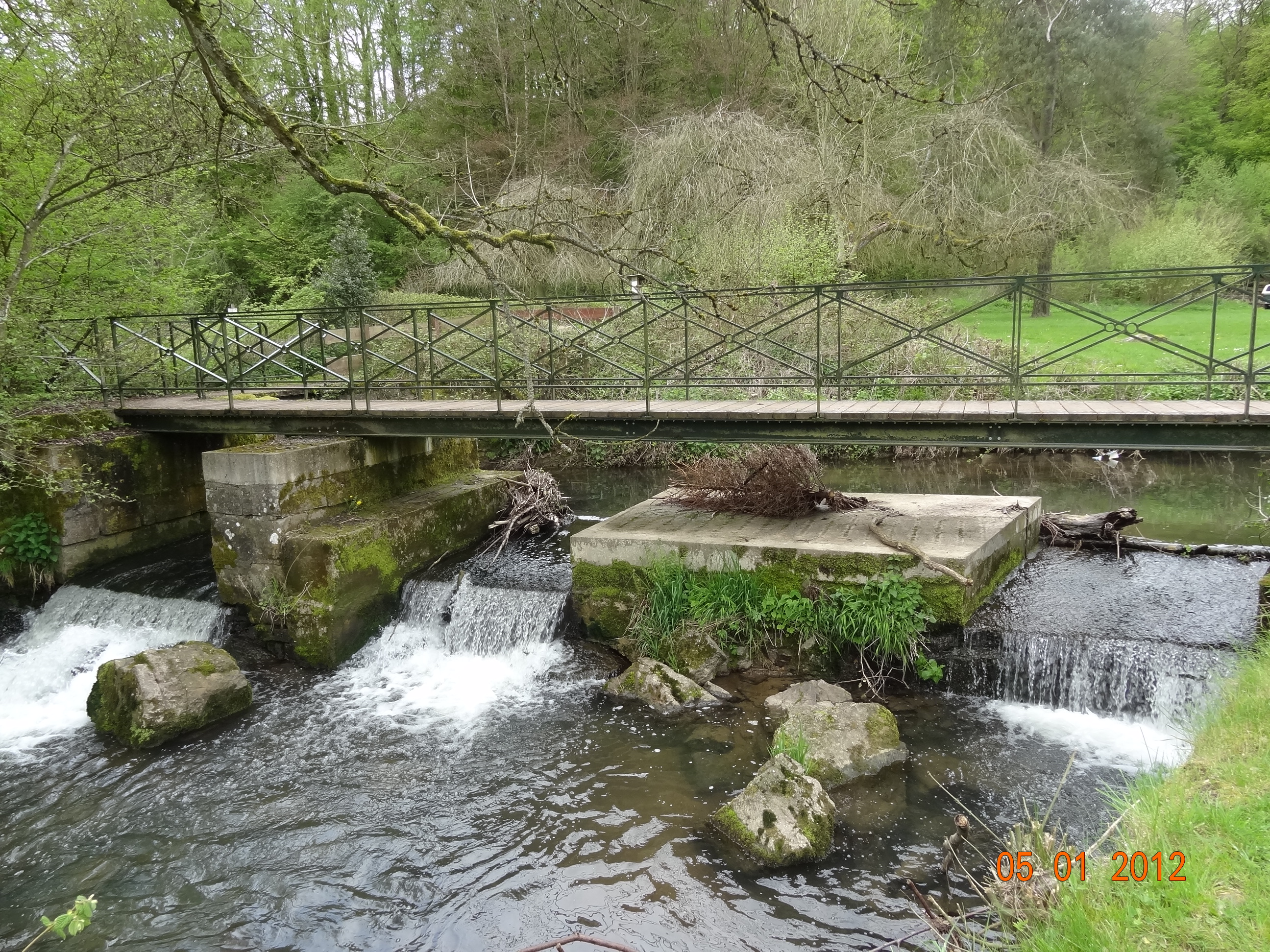
pont piéton dans Thuin sur la Biesmelle
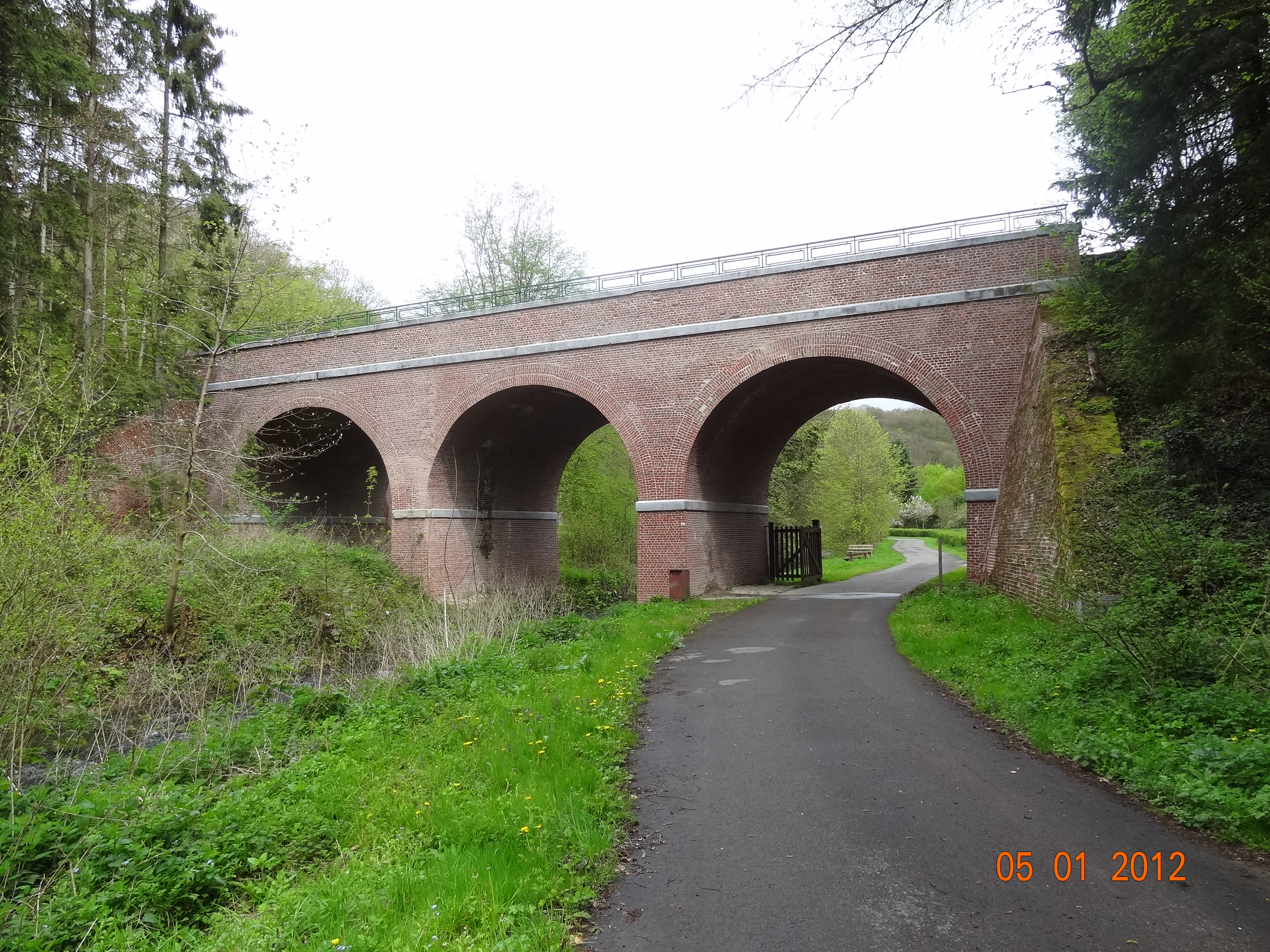
Pont à trois arches à Thuin